# Jakow Rodowanski
Jakow Fiodorowicz Rodowanski (ros. Яков Фёдорович Родованский, ur. w październiku 1894, zm. 17 czerwca 1954 w Moskwie) – funkcjonariusz radzieckich organów bezpieczeństwa, generał major.

## Życiorys
Od 1934 do 22 kwietnia 1936 szef oddziału Wydziału Operacyjnego Głównego Zarządu Bezpieczeństwa Państwowego, od 11 grudnia 1935 kapitan bezpieczeństwa państwowego, od 22 kwietnia 1936 do 14 sierpnia 1937 szef oddziału 2 Wydziału Operacyjnego Głównego Zarządu Bezpieczeństwa Państwowego, od czerwca do października 1938 zastępca szefa Wydziału 2 Zarządu 1 NKWD ZSRR, od października 1938 do kwietnia 1939 zastępca szefa, później p.o. szefa Wydziału 3 Specjalnego Zarządu 1 NKWD ZSRR, od 13 kwietnia 1939 starszy major bezpieczeństwa państwowego. Od 13 kwietnia 1939 do 13 marca 1940 zastępca szefa Zarządu Milicji Robotniczo-Chłopskiej Zarządu Miejskiego NKWD w Moskwie, od 23 maja 1940 do 11 stycznia 1941 szef Oddziału 1 Wydziału 1 Głównego Zarządu Więziennictwa NKWD ZSRR, od 11 stycznia do 27 lutego 1941 szef Wydziału II Głównego Zarządu Więziennictwa NKWD ZSRR, od 26 czerwca do 8 sierpnia 1941 I zastępca Wydziału III NKGB ZSRR, od 8 sierpnia do 1 grudnia 1941 pomocnik szefa Wydziału Specjalnego NKWD ZSRR, od 1 grudnia 1941 do 12 maja 1943 zastępca szefa Wydziału Specjalnego NKWD ZSRR, 14 lutego 1943 awansowany na komisarza bezpieczeństwa państwowego. Od 21 maja 1943 do marca 1946 szef Wydziału 7 Zarządu 3 NKGB ZSRR, od 9 lipca 1945 generał major, od marca 1946 do 22 września 1947 szef Wydziału 7 Zarządu Transportowego MGB ZSRR. Zwolniony 11 listopada 1950.

## Odznaczenia
- Order Lenina (21 lutego 1945)
- Order Czerwonego Sztandaru (dwukrotnie - 3 listopada 1944 i 25 lipca 1949)
- Order Wojny Ojczyźnianej I klasy (29 lipca 1945)
- Order Czerwonej Gwiazdy (22 lipca 1937)
- Order „Znak Honoru” (20 września 1943)
- Odznaka "Honorowy Funkcjonariusz Czeki/GPU (V)" (1924)
- Odznaka "Honorowy Funkcjonariusz Czeki/GPU (XV)" (11 stycznia 1936)

I 3 medale.